# FC Helsingborg
Der FC Helsingborg (Floorball Club Helsingborg), kurz FCH, ist ein Unihockeyverein aus der schwedischen Stadt Helsingborg. Die Herrenmannschaft spielt in der Svenska Superligan, der höchsten schwedischen Spielklasse. Die Damen spielen in der Division 1.

## Geschichte
Die ursprüngliche Gründung des Vereins geht auf 1979 zurück. 2003 entstand der heutige FC Helsingborg mit der Fusion der beiden Vereine Högaborgs BK und Ramlösa. Im Frühling koppelte sich Ramlösa von Högaborg ab. Daraus entstand der heutige Verein FC Helsingborg. Der Verein übernahm den Platz von Högaborg in der Elitserien, der heutigen Svenska Superligan (SSL). Die Herren spielen seit 2003 in der SSL. 
Die Herrenmannschaft des Vereins konnte sich schon mehrfach für die Playoffs qualifizieren, aber bisher nie in das Finale der SSL einziehen. Die Damen spielen in der Division 1Skåne.

## Halle
Die Mannschaften des FCH spielen nach Möglichkeit in der Helsingborg Arena. Sie bietet 4700 Plätze.

## Bekannte Spieler
- 2016–2018:  Mika Kohonen

## Erfolge
- 2 × Champy Cup: 2015, 2017